# Счастливый Кукушкин
«Счастливый Кукушкин» — советский короткометражный фильм 1970 года по рассказу Валентина Катаева «Ножи», снятый режиссёром Александром Павловским, его дебютная, дипломная ВГИКовская работа.

## Сюжет
Попав на аттракцион метания колец, молодой рабочий Кукушкин влюбляется в дочку его хозяина. Но нэпман против такой партии дочери. Кукушкин начинает тренироваться метать кольца. Настает день, когда он выигрывает все имущество нэпмана — и становится вполне состоятельным женихом.

## В ролях
- Владимир Меньшов — Пашка Кукушкин
- Лариса Удовиченко — Людмила, дочь владельца аттракциона по метанию колец, возлюбленная Пашки Кукушкина
- Анатолий Кубацкий — папаша Людмилочки, хозяин аттракциона по метанию колец
- Валентин Голубенко — зазывала аттракциона
- Владимир Гузар — фотограф
- Галина Кузьминская — Нина, соседка Кукушкина по коммуналке
- Наталья Ткачёва — мама Людмилочки

## Съёмки
Съёмки велись в Одессе (Парк Шевченко, двор дома по Малой Арнауцкой 57) и Берёзовке (рынок, Летний кинотеатр возле Дома культуры, мост через речку Телигул)
Съёмки в картине стали актёрским дебютом Владимира Меньшова и тогда ещё 15-летней ученицы девятого класса занимавшейся в актёрской студии Ларисы Удовиченко.

## О фильме
Фильм был отмечен на республиканском кинофестивале студенческих фильмов «Молодость-71» — получившим приз за лучшую режиссуру в студенческом фильме. Как современной критикой, так и ретроспективно фильм был высоко отмечен критикой: «на редкость удачная короткометражная комедия» («Советский экран», 1972), «простой и изящный» дебют («Искусство кино», 2016).
В 2016 году на кинофестивале архивных фильмов «Белые столбы» картина была показана в программе ретроспективы студенческих дебютов.